# Armadilha de feromônio

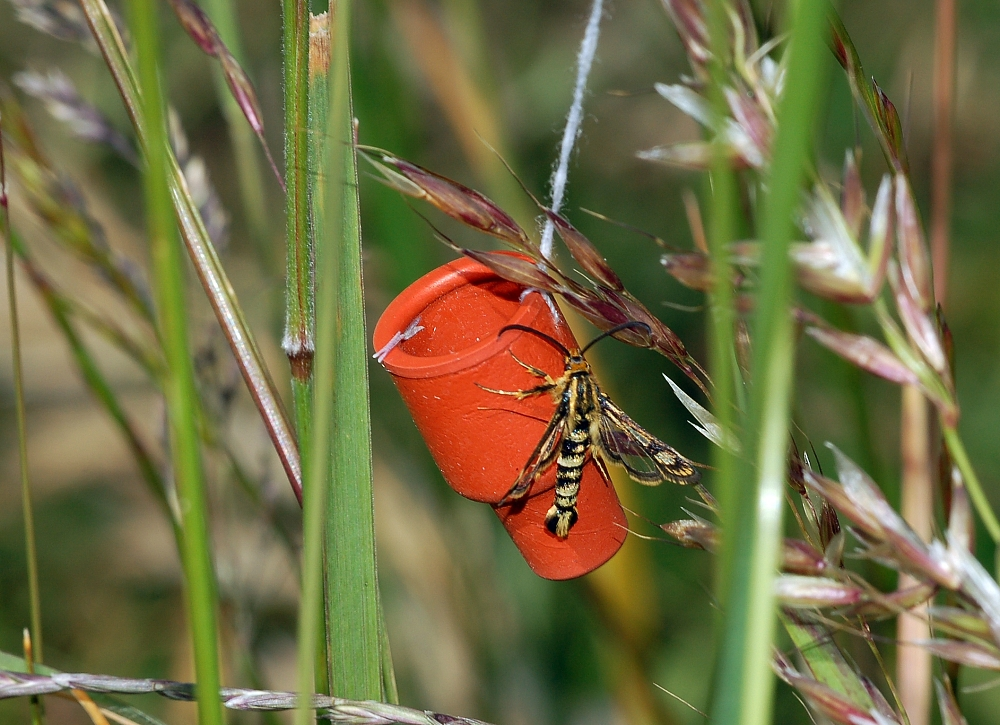
Chamaesphecia empiformis (Sesiidae) em uma isca de feromônio de septo de borracha vermelha

Uma armadilha de feromônios é um tipo de armadilha de insetos que usa feromônios para atrair insetos. Os feromônios sexuais e os feromônios agregadores são os tipos mais comuns usados. Uma isca impregnada de feromônio, como os septos de borracha vermelha na imagem, é envolta em uma armadilha convencional, como uma armadilha de garrafa, armadilha Delta, armadilha de panela de água ou armadilha de funil. As armadilhas de feromônio são usadas tanto para contar populações de insetos por amostragem quanto para capturar pragas, como mariposas de roupas, para destruí-las.

## Sensibilidade
As armadilhas de feromônios são muito sensíveis, o que significa que atraem insetos presentes em densidades muito baixas. Eles são frequentemente usados para detectar a presença de pragas exóticas, ou para amostragem, monitoramento ou para determinar o primeiro aparecimento de uma praga em uma área. Eles podem ser usados para controle legal e são usados para monitorar o sucesso do Programa de Erradicação do Bicudo e a disseminação da mariposa-cigana. A alta especificidade de espécie das armadilhas de feromônios também pode ser uma vantagem, e elas tendem a ser baratas e fáceis de implementar. Essa sensibilidade é especialmente adequada para algumas investigações de espécies invasoras: os machos voadores são facilmente desviados do curso pelos ventos. Em vez de introduzir ruído, Frank et al 2013 descobriram que isso pode realmente ajudar a detectar ninhos ou populações isoladas e determinar o período de tempo necessário entre a introdução e o estabelecimento.
No entanto, é impraticável na maioria dos casos remover completamente ou "prender" as pragas usando uma armadilha de feromônio. Alguns métodos de controle de pragas baseados em feromônios foram bem-sucedidos, geralmente aqueles projetados para proteger áreas fechadas, como residências ou instalações de armazenamento. Também houve algum sucesso na interrupção do acasalamento. Em uma forma de interrupção do acasalamento, os machos são atraídos por um pó contendo feromônios atrativos femininos. Os feromônios aderem aos corpos dos machos e, quando voam, os feromônios os tornam atraentes para outros machos. Espera-se que, se um número suficiente de machos perseguir outros machos em vez de fêmeas, a postura de ovos será severamente impedida.
Algumas dificuldades em torno das armadilhas de feromônio incluem a sensibilidade ao mau tempo, sua capacidade de atrair pragas de áreas vizinhas e que geralmente só atraem adultos, embora sejam os juvenis em muitas espécies que são pragas. Eles também são geralmente limitados a um sexo.

## Alvos
Embora certamente nem todos os feromônios de insetos tenham sido descobertos, muitos são conhecidos e muitos mais são descobertos a cada ano. Alguns sites curam grandes listas de feromônios de insetos. Os feromônios são frequentemente usados para monitorar e controlar espécies de lepidópteros e coleópteros, com muitos disponíveis comercialmente.